# حصار المعمورة (1621)
حصار المعمورة عام 1621 هو محاولة لاسترجاع مدينة المعمورة من الاحتلال الإسباني.

## الخلفية التاريخية
استولى الإسبان على العرائش عام 1610 مستغلين  الفوضى التي سادت بعد وفاة السلطان أحمد المنصور. إذ ضعفت قبضة الدولة السعدية على البلاد. واشتهر المرابط والقائد الحربي الشهير سيدي محمد العياشي ببسالته في معركة ضد برتغاليين بمازاغان. وقد عينه السلطان السعدي مولاي زيدان قائدا لأزمور مكافأة له على نجاحاته. في هذه الأثناء، احتل الإسبان معمورة عام 1614، وقاموا ببناء حصن هناك. في مواجهة شعبية العياشي المتزايدة، قام الأمر بمولاي زيدان، الذي تغلبت عليه الغيرة، بإرسال جيش ضده. علم العياشي بدلك في الوقت المناسب، فتمكن من الفرار والوصول إلى سلا، حيث استقبله السكان بشكل بحفاوة، وطلبوا منه المساعدة ضد إسبان العرائش الذين قادوا غارات وصلت حتى غابة المعمورة.
ثم قاد سيدي محمد العياشي، مدعوما بوحدات من سلا، أول عملية ناجحة ضد الإسبان في غابة المعمورة، ووضع حد للتوغلات الإسبانية في المنطقة. كما أدى طرد الموريسكيين من إسبانيا إلى إعطاء دفعة جديدة للجهاد. أسس الأندلسيون قصبة في سلا القديمة. وسرعان ما شرعوا في الجهاد البحري، وهاجموا السفن التي ترفع راية إسبانيا انتقامًا لما تعرضوا له من طرد ومحاكم تفتيش، ثم استهدفوا جميع السفن الأوروبية فيما بعد.

## المعركة
في مايو 1621، حاصر سيدي محمد العياشي المعمورة برًا، بينما فرض أندلسيو سلا حصارًا بحريًا على المدينة بسفنهم. وفي فاتح شهر يونيو، تمكن الأسطول الإسباني المكون من 12 سفينة برفع الحصار، وعزز الحامية بالرجال والذخيرة.